# ديريك رايموند
ديريك رايموند (بالإنجليزية: Derek Raymond)‏ هو كاتب بريطاني، ولد في 12 يونيو 1931 في لندن في المملكة المتحدة، وتوفي بنفس المكان في 30 يوليو 1994.

## وصلات خارجية
- ديريك ريمون على موقع IMDb (الإنجليزية)
- ديريك ريمون على موقع ميوزك برينز (الإنجليزية)
- ديريك ريمون على موقع ديسكوغز (الإنجليزية)